# Graduovaný okruh
Graduovaný okruh je v abstraktní algebře označení pro takový okruh, u kterého platí, že grupa, kterou tvoří jeho prvky spolu se sčítáním, je rovna direktnímu součtu svých podgrup {\displaystyle \bigoplus R_{i}}, přičemž platí {\displaystyle R_{i}R_{j}\subseteq R_{i+j}}, tedy {\displaystyle \forall x\in R_{j},y\in R_{j}:x\cdot y\in R_{i+j}}. Nenulový prvek podgrupy {\displaystyle R_{n}} se v tomto kontextu označuje za homogenní prvek stupně n.

## Příklady
- Takto formulovanou definici splňuje triviálně každý okruh {\displaystyle R}, je-li položeno {\displaystyle R_{0}=R} a {\displaystyle R_{i}=0} pro {\displaystyle i\neq 0}. Obvykle se tedy graduovaným okruhem rozumí takový okruh, který definici splňuje netriviálně.
- Klasickým příkladem je polynomiální okruh v n proměnných {\displaystyle R=k[t_{1},\dots ,t_{n}]}, ve kterém jsou jednotlivá {\displaystyle R_{i}} tvořeny homogenními polynomy právě stupně {\displaystyle i}.